# Tuyau d'orgue

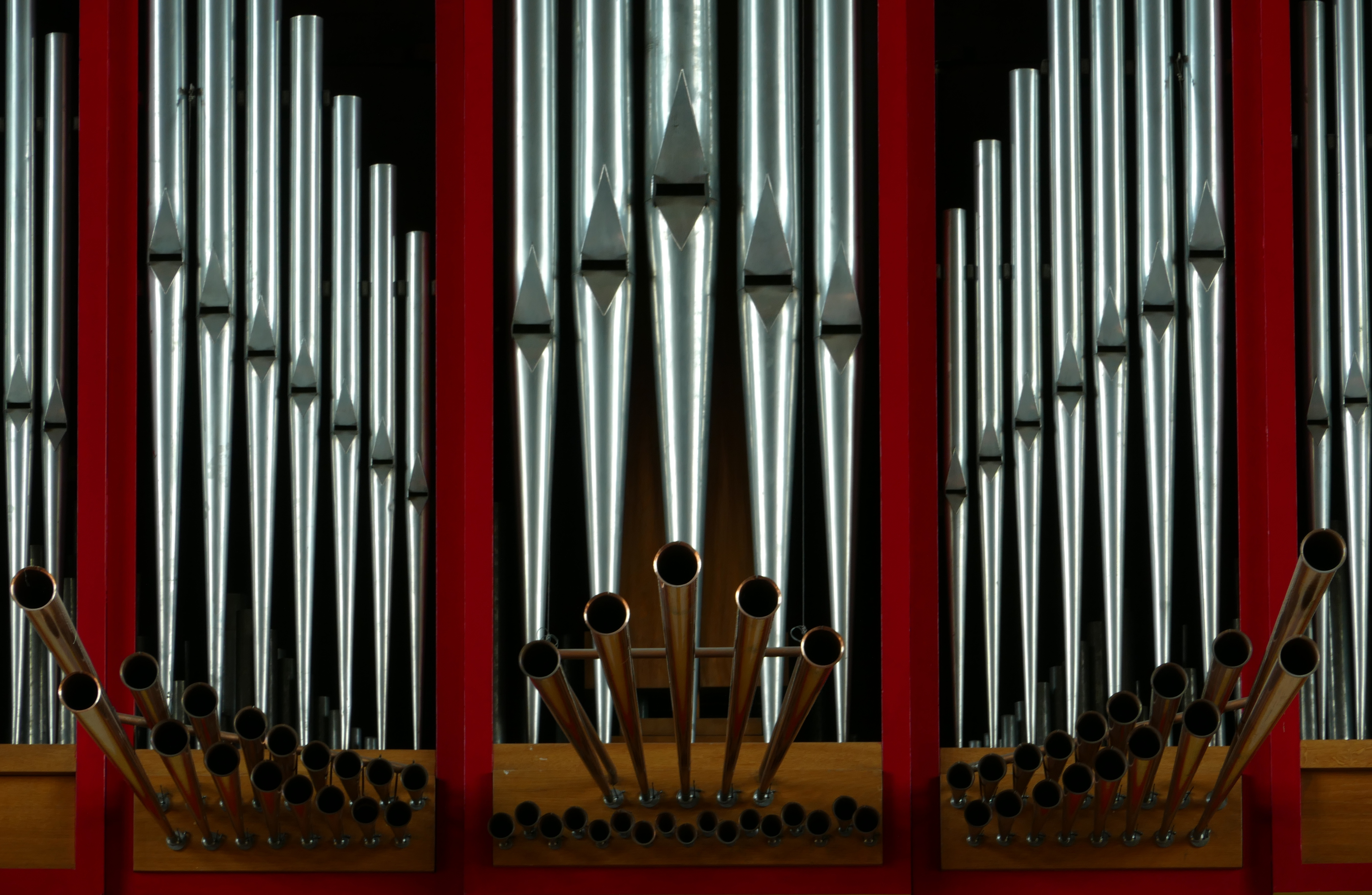
Seltz, église Saint-Étienne, orgue de Curt Schwenkedel (1968).

Dans l'orgue, la production du son est assurée par des tuyaux, qui reçoivent à leur base l’air sous pression (le « vent ») venant du sommier. Le plus souvent, les tuyaux sont en position verticale ; ils peuvent aussi être placés horizontalement (disposition dite « en chamade », souvent usitée en Espagne). 
La première distinction entre tuyaux concerne le mode de production du son. De ce point de vue, ils se répartissent en deux catégories :
- les jeux à bouche (comparables à la flûte à bec), qui comprennent les fonds (principaux, flûtes et bourdons), les ondulants, les mutations simples, les mutations composées et les mixtures ;
- les jeux d'anche, qui sont caractérisés par la présence d’une languette métallique vibrante à l’embouchure du tuyau (et fonctionnent donc comme une clarinette).

Les tuyaux diffèrent également entre eux par de nombreux paramètres :
- la matière (métal – en général, alliage d’étain et de plomb –, bois ou autres matériaux plus rares) ;
- la forme (cylindrique, conique, fuselée, carrée, triangulaire...) ;
- l'ouverture ou la fermeture du tuyau à son extrémité supérieure (pour les tuyaux à bouche) ;
- la longueur ;
- le diamètre (qui agit sur le timbre).

Chaque tuyau émet un seul son, de timbre, de hauteur et de puissance déterminés. Le timbre dépend de plusieurs paramètres, dont les principaux sont le mode de production du son, la matière du tuyau et sa forme ; la hauteur dépend essentiellement de la longueur du corps ou résonateur (pour les tuyaux à bouche) ou de la longueur de la partie vibrante de l'anche (pour les tuyaux à anche) – voir, plus bas, l'illustration.
Pour les tuyaux métalliques, le timbre varie aussi selon la façon dont la feuille de métal initiale est produite : pour la mise d'épaisseur, certains facteurs d'orgue préfèrent le rabotage de la feuille brute au laminage entre deux cylindres, car ce dernier procédé provoque l'écrouissage du métal (qui le rend plus dur).
Le fait pour un tuyau d'être ouvert ou fermé à son extrémité agit non seulement sur la hauteur du son émis (un tuyau bouché sonnera une octave plus grave qu'un tuyau ouvert de même longueur), mais également sur son timbre (un tuyau bouché, ne produisant qu'un harmonique sur deux, aura un timbre moins riche, plus feutré).
|  |  |

### Articles liés
- Jeux de fond
- Jeux d'anche
- Onde stationnaire dans un tuyau